# 後期 (細胞分裂)

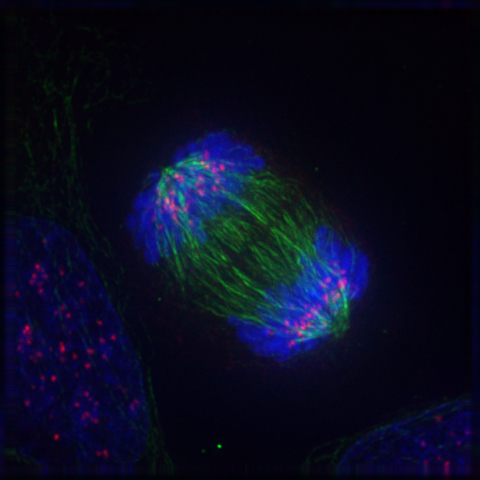
後期の細胞。微小管が緑で示されている。

後期（英: anaphase）は、有糸分裂の中期の後の段階であり、複製された染色体が分離し、分離した染色体（娘染色分体）はそれぞれ細胞の反対側の極へ向かって移動する。染色体は後期の終盤に最大の凝縮度に達し、染色体分離と核の再形成を助ける。

脊椎動物におけるM期の後半段階

後期は、後期促進複合体がセキュリンと呼ばれる阻害シャペロンに分解のためのユビキチン標識を付加することで開始される。セキュリンはセパラーゼと呼ばれるプロテアーゼを阻害するタンパク質である。セキュリンの分解によってセパラーゼは解放され、セパラーゼは姉妹染色分体をつなぎとめているコヒーシンを分解する。
後期における染色分体の分離過程では、キネトコア微小管（kinetochore microtubule）、極間微小管（interpolar microtubule）、星状体微小管（astral microtubule）と呼ばれる、有糸分裂期に特有の3種類の微小管が必要な力の産生に関与している。
コヒーシンの分解と微小管からの力によってセントロメアは分離し、姉妹染色分体はキネトコア微小管によって極に向かって引っ張られる。引っ張られる際には、染色分体はV字型またはY字型の形状をとる。染色体が細胞の両側へ引っ張られている間、極間微小管と星状体微小管は細胞を楕円形に引き伸ばす力を産生する。
後期が完了すると、細胞は終期へ移行する。

## 段階
後期は2つの異なる運動によって特徴づけられる。後期A（anaphase A）の過程では、染色体が分裂中の細胞のいずれかの極へ向かって動かされる。この動きは主にキネトコアとキネトコア微小管の作用によって生み出される。
2番目の後期B（anaphase B）の過程では、極が互いに引き離される。この動きは主に極微小管と星状体微小管の作用によって生み出される。

### 後期A
後期Aではさまざまな力の組み合わせが染色分体に作用することが観察されているが、主な力は中心部から発せられる。微小管は染色体の中心部のセントロメアにタンパク質複合体（キネトコア）を介して接着する。接着した微小管は脱重合によって短くなり、モータータンパク質と協働して、細胞の各極に位置する中心体へ向かって染色体を引っ張る動きを生み出す。

### 後期B
後期の2番目の部分は異なる機構によって駆動される。力はいくつかの作用によって産生される。極間微小管は各中心体から発し、分裂中の細胞の赤道面で結合する。これらは互いに押し合い、中心体をさらに引き離す動きを引き起こす。一方、星状体微小管は各中心体から発し、細胞膜と結合する。これによって各中心体は細胞膜方向へ引っ張られる。これらの微小管による動きは、微小管の成長や短縮と、ダイニンやキネシンなどのモータータンパク質との組み合わせによって生み出される。

## 細胞周期の調節
後期は細胞周期の約1%の期間を占め、調節された中期から後期への移行機構によって開始される。中期はサイクリンBの分解によって終了し、APCの活性化によってサイクリンBにプロテアソームによる分解の標識となるユビキチンが付加される。M期サイクリンとセキュリンの分解が引き起こされてセパラーゼが活性化され、染色分体をつなぎとめているコヒーシンサブユニットがセパラーゼによって切断される。